# Werno
Werno is een Duits historisch merk van motorfietsen.
De bedrijfsnaam was W. Noel & Cie., Motorradfabrik, Berlijn.
Werno was een Duits merk dat vanaf 1921 OHC-modellen met eigen 154- en 197cc-eencilinders met buitenliggend vliegwiel bouwde. In 1924 kwam daar een 348cc-kopklepper bij.
Werno wist zich juist tijdens de Duitse crisisjaren 1919-1923 staande te houden. Maar daarna ontstonden honderden kleine merken in Duitsland, waarvan er in 1925 weer ruim 150 verdwenen. Werno beëindigde haar productie al in 1924.